# Trolanje
Trolanje (trolling) je v računalniškem žargonu (oz. slengu) oznaka za nagajivo pošiljanje namenoma napačnega oziroma trapastega sporočila na novičarsko skupino. Avtor želi s takim sporočilom ostale udeležence privesti v skušnjavo, naj odgovorijo - običajno tako, da izpadejo lahkoverni, razdražljivi, neumni ali smešni.